# Mr Rock & Roll
Mr Rock & Roll ist ein Rocksong der britischen Singer-Songwriterin Amy Macdonald aus ihrem ersten Studioalbum This Is the Life. Das Lied wurde von Macdonald geschrieben, von Pete Wilkinson produziert und am 16. Juli 2007 als Single veröffentlicht.
Der Song handelt von zwei einsamen Menschen, die sich treffen, aber nicht zusammenkommen können. Bei der 3-Track-Single sind zusätzlich noch die Lieder A Wish for Something More und Let’s Start a Band enthalten und bei der 2-Track-Single das Lied Somebody New. Das Stück sei, so laut.de, „ein fetziger Gute-Laune-Song, der in Ohr und Bein geht“.

## Musikvideo
Das Video zeigt Macdonald, die allein in einem Raum am Fenster sitzt und das Lied spielt, sowie später gemeinsam mit ihrer Band. Dazwischen werden ein Mann und eine Frau eingeblendet, die durch eine Stadt gehen.

## Kommerzieller Erfolg

### Chartplatzierungen
In den britischen Singlecharts erreichte das Lied am 22. Juli 2007 für eine Woche Position zwölf, die zugleich Höchstposition blieb. Am 17. Februar 2008 stieg das Lied in der Schweiz in die Single-Charts ein, wo es für zwei Wochen auf Platz drei blieb. Den gleichen Erfolg konnte es auch in den Niederlanden erzielen. In Österreich war der Höchststand Platz 19, in Norwegen Platz 20 und in Deutschland Platz 21.
| ChartsChartplatzierungen     | Höchstplatzierung | Wochen |
| ---------------------------- | ----------------- | ------ |
| Deutschland (GfK)            | 21 (41 Wo.)       | 41     |
| Österreich (Ö3)              | 19 (35 Wo.)       | 35     |
| Schweiz (IFPI)               | 3 (65 Wo.)        | 65     |
| Vereinigtes Königreich (OCC) | 12 (16 Wo.)       | 16     |

| ChartsJahrescharts (2008) | Platzierung |
| ------------------------- | ----------- |
| Deutschland (GfK)         | 53          |
| Österreich (Ö3)           | 65          |
| Schweiz (IFPI)            | 14          |

### Auszeichnungen für Musikverkäufe
| Land/Region                  | Auszeichnungen für Musikverkäufe (Land/Region, Auszeichnung, Verkäufe) | Verkäufe |
| ---------------------------- | ---------------------------------------------------------------------- | -------- |
| Belgien (BRMA)               | Gold                                                                   | 15.000   |
| Deutschland (BVMI)           | Gold                                                                   | 150.000  |
| Vereinigtes Königreich (BPI) | Gold                                                                   | 400.000  |
| Insgesamt                    | 3× Gold ·                                                              | 565.000  |